# 風の大陸
『風の大陸』（かぜのたいりく、The Weathering Continent）は、竹河聖による日本のファンタジー小説で、イラスト担当はいのまたむつみ。超古代の動乱の大陸アトランティスを舞台に、主人公ら3名の旅と冒険、そして大陸の運命を描く。

## 概要
富士見書房の月刊小説誌『ドラゴンマガジン』の創刊号（1988年4月）にて、第二部相当分（主人公たち3人が既に出会っていて一緒に旅をしている部分）から連載を開始した。
同年の富士見ファンタジア文庫創刊時に、主人公たち3人の出会いまでを描いた第一部が書き下ろしで刊行された。
1990年に書き下ろしの外伝シリーズを開始。このシリーズは後年再刊された決定版には未収録のままである。
1993年に登場人物の異なる、視点を変えた「氷の島」シリーズを開始。
2006年4月に書下ろしの第二十八部をもって完結。連載中には劇場版アニメが公開されたほか、カセットブック・ドラマCDも制作されている。
途中には、書き下ろし特別編「風の大陸 月光にさまようもの」も発売されている。
2007年10月に全5巻に再編集された「決定版」が刊行。
2010年11月より、続編「新 風の大陸」（数百年後の世界が舞台）が、ハルキ文庫にて刊行を開始されている。
また、本作品と共通の世界を舞台とした同作者の別作品に『巡検使カルナー』シリーズがある。

## あらすじ

### 風の大陸
滅びつつある古代アトランティス大陸を救うべく宿命の糸に結ばれた3人が巡り逢った。大陸の命運をかけ、壮麗なるドラマが幕を開ける。アドリエ王国編・太陽帝国編・ローダビア公国編の3編からなる大河ロマン。

### 新 風の大陸
前作から数百年の時を経て、古代アトランティス大陸を舞台に傭兵のカヴィンタ、ローエ、そして“罪の子”として生まれたルティの旅が始まった。

## 登場人物
ティーエ（アウル・トバティーエ）
声 - 杉山良一（カセットブック第1部）／塩沢兼人（カセットブック第2部）／関俊彦（ドラマCD版・劇場版）
本作の主人公の一人。薬師（くすし）の青年で、魔術も習得している。アラバスターのような乳白色の肌と、絶世の美女と見紛うばかりの美貌の持ち主。月の女神トバの化身を想起させる。淡い金茶色の髪、右眼はエメラルドの明るい緑と左眼は紫水晶の深い紫という色の異なる双眸を持ち、「世界の相」と称される、悲しみや怒りといった感情によって天変地異を巻き起こしてしまう危険があるため、ケントウリより感情のコントロールを常に心がけるように教えられていたので常に物静かな言動で感情を表に出すようなことは滅多にない。
半人半獣で、賢者の種族・ケントウリによって山の奥深くで育てられ17歳の時に山を降りたが、世事に疎く、嘘が絶対につけず、嘘を言いたくなければ沈黙する。来るべき大災害から大陸を救うため旅に出る。祖父は大陸最後の共和国・デン共和国の最後の国家元首アウル・バカンであり、母は大陸屈指の名門、カゼス王国の第二王女シレーナであった。誕生のその日に父、レンキエを失い、そのわずか数日後に生国デン共和国を、大国アドリエ王国の侵攻によって滅ぼされ、祖父と祖母ラウリアを失った戦災孤児である。
ラクシ・アーダ（イタール・クラレス・アルン・アーダ）
声 - 高山みなみ（カセットブック第1部・ドラマCD版・劇場版）／林原めぐみ（カセットブック第2部）
本作の主人公の一人。淡い赤銅色の肌と短い黒髪をした小柄で活発な男装の少女。アドリエに敵対する小国・イタール公国の姫君であったが、病弱な兄王ハラドを廃して自分を擁立しようとする家臣たちに反発し、断髪して出奔。ティーエと出会い、世事に余りに疎いティーエを心配し、用心棒の形で行動を共にする。旅の安全のために男の恰好や言動をとるが、根は可憐な少女である。雑誌掲載時には、少女であることは読者に対しても意図的に伏せられており、その素性が明かされたのと同時に性別も明かされた。
ボイス・マグヌス（カイエ・アトゥス・ストゥル・マグヌス）
声 - 塩沢兼人（カセットブック第1部）／神谷明（カセットブック第2部）／屋良有作（ドラマCD版・劇場版）
本作の主人公の一人。深い灰色の瞳を持つ大男。大陸で最も信頼され尊敬される傭兵「自由戦士ギルド」の一員である歴戦の勇士。ティーエに命を助けられ、「命の借りは命で返す」という自由戦士の掟から彼と行動を共にする。トリニダ王国の宰相の次男だったが、叔父ラドゥ・ランテルの陰謀で父を殺され、自身も賞金首となり、国を出奔して傭兵となった。通称の「ボイス」は「大男」を意味する。膂力に優れ、両手持ちの大剣を武器とする。
イルアデル
アドリエ王国の若き王。ティーエと瓜二つだがその色彩は微妙に異なり、黄金の髪と金に近い茶色の双眸で、ティーエと同じ「世界の相」を持つ。王宮の権謀術数の中にあって常に孤独に生きてきたが、「魂の双子」たるティーエと出会って心を通わせる。母はカゼス王国の国王の弟の姫（ティーエの母の従姉妹にあたる）イリリア。
漸く心を通わせ、ボイスの恋人マンレイドを「世界の相」たる力の一端によりティーエと力を合わせて救うが、マレシアーナに妹を殺したのはイルアデルだと言われたことを真に受けたサダナフィンに殺害される。
マレシアーナ
イルアデルの義妹であるアドリエ王国の王女。後に女王となる。一見たおやかな美姫だが、実はかなりの策略家。母はバルリットでアドリエの下級貴族出身にして、イルアデルの実母を暗殺した張本人。
父王と母を殺した異母兄イルアデルを憎み、最初はアナイナに短剣を持たせて嫌がるのを無理矢理に暗殺に行かせて自害に追い込み、そうとは知らないサダナフィンをも王殺しの犯人にと企み念願のイルアデル暗殺を遂げる。
結果として自らの野望を達成したが、それは無理矢理他国を吸収し続け、イルアデルという箍を失ったアドリエ王国の動乱の幕開けだった。
魔術師グラウル
アドリエ王国の暦司処長官。30歳前後の背の高い男性。ヴァユラ（賎民階級）だが大魔術師と名高いラグルドの唯一の弟子。実はアドリエ王国の国王ネモスアデルの第一王子アデルカフィンであり、母は元奴隷だった。生母の身分が低すぎたがゆえに王太子となれず、マレシアーナの母バルリットの魔手から逃れるため、13歳の時に母とともに王宮を去るものの、バルリットの部下によって母を殺害されてしまう。日常的に精悍な顎鬚を伸ばしているが、麗しい美貌の持ち主で、ネモスアデル王に風貌がよく似ている。マルバ・シレルという弟子がいる。
マルバ・シレル
アドリエ王国の平民階級出身。20歳前後の好青年。暦司処の役人でグラウルの弟子。前途有望だったが、イルアデル死去に伴い、グラウルに付き従って太陽帝国に移る。
マンレイド
傭兵。ボイスの恋人。小国レキサントラの平民階級出身で、同国の女子軍に所属していた。通称はレイ。栗色の髪と、かなり青味の強い灰色の瞳をしている。
バリカイ
傭兵。ボイスの戦友。世渡り上手で如才無い面がある。マンレイドへの想いを心に秘めつつ、ボイスとマンレイドを見守り続けている。髪も目も黒い。
コルデ・フィテス・ターク
アドリエ王国の将校で、イルアデルの護衛を務める。イルアデルも彼だけは信頼していた。イルアデルからはフィテスと呼ばれる。マルバ・シレルと親交がある。後にイルアデルを暗殺の凶刃から守り切れずに心に深い傷を負った彼は国を出奔し、氷の島へと渡り「コルフィ・ターク」と名乗り旅をすることになる。
前第六侯カリスウェン（アリストゥマル・ラフィン・ハマン・カリスウェン）
現太陽帝国皇帝の息子。身分制度の無い共和国復興の夢を抱いてティーエやグラウルらと想いを共にするもその最中に失脚。後に星神殿大祭司となり、月神殿巫女王レイトリンと聖婚の儀式を執り行う。
キリ（ラトリエ・マスネル・キリルラナー）
太陽帝国現第六侯であり、前第六侯ハマン・カリスウェンの父違いの弟。下級貴族の家に育ったが、両親の死去に伴い、第六侯家に入り、兄カリスウェンの大祭司就任によって、正式に第六侯となる。
巫女王レイトリン
太陽帝国第七侯ザドウィル・モリスゼクルスの娘で、カリスウェンの従兄妹。身体が弱い。ティーエが初恋の相手で、カリスウェンが大祭司に就任しなければ、太陽神殿大神官となったティーエと聖婚によって夫婦となるはずだった。
マルト・バレム・カルナー
太陽帝国初代皇帝にして、カリスウェンの直接の先祖。下級貴族のバレム家から第六侯家に養子になり、皇帝になったうえで十侯制度を崩し、共和国を築こうとしたが、十侯の抵抗に遭って失敗、退位する。孫がカゼス王国から王女を妻に娶っている。「カルナー」とは一夜にしか咲かない花の名前。男性系は天上にしか咲かない花といわれている。
ラセマ
『巡検使カルナー』シリーズの登場人物で、クーリニル王国最後の女王。生涯独身を貫いたため子がなく、自身の死去の際、クーリニルを太陽帝国第六侯家に譲り渡した。カルナーに惚れていて、別れる前夜にカルナーと一夜を共にした。
アナイナ
マレシアーナに奴隷として仕える少女。盲目の母親クラト・アナリスと蟷螂師の兄サダナフィンがいる。マレシアーナから短剣を賜り、イルアデル暗殺を指示されるが、彼を恋い慕っていたがゆえに実行できずに自害する。

## 制作背景
元々本作はソノラマ文庫での執筆が予定されていたが、当時のソノラマ文庫はホラー系作品の評判が高かったため本作もホラー系要素を求められ、ファンタジー作品として執筆していくことが厳しくなっていた。その後、富士見書房が新たにファンタジー雑誌『ドラゴンマガジン』の創刊を企てており、創刊作業を担当していた小川洋が1987年初頭に竹河に対して同誌での執筆依頼を行った。そして、竹河がこれに快諾したことで同誌での連載が決定した。なお、連載決定後に出された当初の仮タイトルは『風の大陸アトランティス』であった。
竹河によれば、本作において発想に至る決定的なものは特になく、「ファンタジー」「アトランティス大陸」といったキーワードはあったものの、結局は成り行きのまま書き始めていったとのこと。竹河は大学時代に学んだトインビー史学が本作の執筆に活かされていると明かしており、その具体的な内容について以下のように述べている。

## 既刊一覧

### 小説（オリジナル版）

#### 本編
- 竹河聖（著）・いのまたむつみ（イラスト）、富士見書房〈富士見ファンタジア文庫〉、全28巻
  - 『風の大陸 第一部 邂逅編』1988年11月21日発売[7]、ISBN 4-8291-2302-8
  - 『風の大陸 第二部 精霊の歌』1989年4月21日発売[8]、ISBN 4-8291-2315-X
  - 『風の大陸 第三部 風雲の都市』1989年10月17日発売[9]、ISBN 4-8291-2329-X
  - 『風の大陸 第四部 宿命の都』1990年4月17日発売[10]、ISBN 4-8291-2355-9
  - 『風の大陸 第五部 葛藤の都』1990年4月17日発売[11]、ISBN 4-8291-2395-8
  - 『風の大陸 第六部 双影の宮殿』1992年4月23日発売[12]、ISBN 4-8291-2435-0
  - 『風の大陸 第七部 祭礼前夜』1993年3月1日発売[13]、ISBN 4-8291-2476-8
  - 『風の大陸 第八部 天命の大地』1993年10月12日発売[14]、ISBN 4-8291-2520-9
  - 『風の大陸 第九部 天命の時』1994年4月12日発売[15]、ISBN 4-8291-2558-6
  - 『風の大陸 第十部 太陽の都』1995年4月12日発売[16]、ISBN 4-8291-2621-3
  - 『風の大陸 第十一部 月神殿』1995年10月20日発売[17]、ISBN 4-8291-2649-3
  - 『風の大陸 第十二部 太陽神殿』1996年4月19日発売[18]、ISBN 4-8291-2676-0
  - 『風の大陸 第十三部 風雲』1996年10月25日発売[19]、ISBN 4-8291-2707-4
  - 『風の大陸 第十四部 渦』1997年4月18日発売[20]、ISBN 4-8291-2734-1
  - 『風の大陸 第十五部 奔流』1997年10月17日発売[21]、ISBN 4-8291-2772-4
  - 『風の大陸 第十六部 水晶』1998年10月21日発売[22]、ISBN 4-8291-2842-9
  - 『風の大陸 第十七部 遺産』1999年4月16日発売[23]、ISBN 4-8291-2878-X
  - 『風の大陸 第十八部 十侯』1999年10月13日発売[24]、ISBN 4-8291-2920-4
  - 『風の大陸 第十九部 こころとこころ』2000年10月17日発売[25]、ISBN 4-8291-2995-6
  - 『風の大陸 第二十部 水面下』2001年4月20日発売[26]、ISBN 4-8291-1342-1
  - 『風の大陸 第二十一部 地の書』2001年10月19日発売[27]、ISBN 4-8291-1382-0
  - 『風の大陸 第二十二部 告発』2002年4月20日発売[28]、ISBN 4-8291-1420-7
  - 『風の大陸 第二十三部 有罪か無罪か』2002年10月19日発売[29]、ISBN 4-8291-1465-7
  - 『風の大陸 第二十四部 白光』2003年4月19日発売[30]、ISBN 4-8291-1510-6
  - 『風の大陸 第二十五部 大祭司』2003年10月18日発売[31]、ISBN 4-8291-1560-2
  - 『風の大陸 第二十六部 聖都』2004年10月20日発売[32]、ISBN 4-8291-1655-2
  - 『風の大陸 第二十七部 地流』2005年4月20日発売[33]、ISBN 4-8291-1702-8
  - 『風の大陸 最終章 祈り』2006年4月20日発売[34]、ISBN 4-8291-1812-1

#### 外伝
- 竹河聖（著）・いのまたむつみ（イラスト）・若菜等+Ki（イラスト、「風の大陸 氷の島」のみ）、富士見書房〈富士見ファンタジア文庫〉、全7巻
  - 『風の大陸 外伝1 レキサントラの自由戦士』1990年10月17日発売[35]、ISBN 4-8291-2381-8
  - 『風の大陸 外伝2 レキサントラの女戦士』1991年11月15日発売[36]、ISBN 4-8291-2423-7
  - 『風の大陸 外伝3 虹の時間（とき）』1992年7月7日発売[37]、ISBN 4-8291-2450-4
  - 『風の大陸 氷の島1 黄金の夜叉』1993年7月13日発売[38]、ISBN 4-8291-2509-8
  - 『風の大陸 氷の島2 災厄神（ギクラバ）の子』1994年12月8日発売[39]、ISBN 4-8291-2593-4
  - 『風の大陸 氷の島3 雨の魔女』1998年4月24日発売[40]、ISBN 4-8291-2813-5
  - 『風の大陸 月光にさまようもの』2004年8月20日発売[41]、ISBN 4-8291-1635-8

#### 続編
- 竹河聖（著）・いのまたむつみ（イラスト）、角川春樹事務所〈ハルキ文庫〉、既刊3巻（2011年12月15日現在）
  - 『新 風の大陸 1』2010年11月15日発売[42]、ISBN 978-4-7584-3503-1
  - 『新 風の大陸 2』2011年3月15日発売[43]、ISBN 978-4-7584-3530-7
  - 『新 風の大陸 3』2011年12月15日発売[44]、ISBN 978-4-7584-3601-4

### 小説（決定版）
- 竹河聖 『風の大陸 決定版』 富士見書房、全5巻
  1. 2007年9月28日発売[45]、ISBN 978-4-8291-7640-5
  2. 2007年9月28日発売[46]、ISBN 978-4-8291-7641-2
  3. 2007年9月28日発売[47]、ISBN 978-4-8291-7642-9
  4. 2007年9月28日発売[48]、ISBN 978-4-8291-7643-6
  5. 2007年9月28日発売[49]、ISBN 978-4-8291-7644-3

### 漫画
- 竹河聖（原作）・橋本正枝（作画） 『風の大陸』 富士見書房〈富士見ファンタジアコミックス〉、1994年1月17日発売[50]、ISBN 4-8291-8336-5

### 関連書籍
- 『いのまたむつみ画集 風の大陸 UN BALLO IN MASCHERA』1991年7月30日初版発行（7月29日発売[51]）、ISBN 4-8291-9108-2
  - 『Eccellente いのまたむつみ画集』、 『彩 いのまたむつみ画集』にも一部収録
- ドラゴンマガジン編集部編『Dragon magazine collection 風の大陸 The approach of Atlantis』1993年10月30日初版発行（10月20日発売[52]）、ISBN 4-8291-7211-8

## 劇場版アニメ
1992年7月18日に松竹による配給で公開された。「NEO英雄伝説」と題され、『アルスラーン戦記II』『サイレントメビウスII』との同時上映が行われた。
アニメーション制作に関して原作者の竹河は、エピソードの選定を除けば自身が要望を出すことは控え、制作陣に任せる形を取っていたという。

### 声の出演
- ティーエ - 関俊彦[53]
- ラクシ - 高山みなみ[53]
- ボイス - 屋良有作[53]
- アルン・ハラド - 広中雅志
- バルニ・リファス - 江森浩子
- ガテン・ラクム - 銀河万丈

ドラマCDの担当声優も同一。

### スタッフ
- 原作 - 竹河聖[55]
- 監督・脚本 - 真下耕一[55]
- キャラクター原案 - いのまたむつみ[56]
- キャラクターデザイン - 結城信輝
- 作画監督 - 黄瀬和哉[55]
- 美術 - 平田秀一[55]
- 撮影 - 高橋明彦[55]
- 編集 - 三木幸子[55]
- 音響監督 - 神原廣巳[55]
- 音楽 - 大島ミチル[55]
- 製作 - 角川春樹[55]、山科誠[55]、高山登[55]
- 制作プロデューサー - 石川光久
- アニメーション制作 - IGタツノコ[56]
- 製作（会社） - 角川書店[55]、バンダイ[55]、ビクター音楽産業[55]
- 配給 - 松竹[55]
- 主題歌 - 『風の大陸』
  - 歌 - 西脇唯
- イメージソング - 『凍る砂』（ドラマCD主題歌）
  - 歌 - 新居昭乃

## 朗読ボイス
携帯サイトのFUJIMIオールスターズ（エンターブレイン配信）では朗読ボイスという4、5分程度のボイスデータが無料で配信された。風の大陸 最終章 祈りの内容で、男性ボイスの担当は山本圭一郎、女性ボイスの担当は出野明日香。